# Kanát

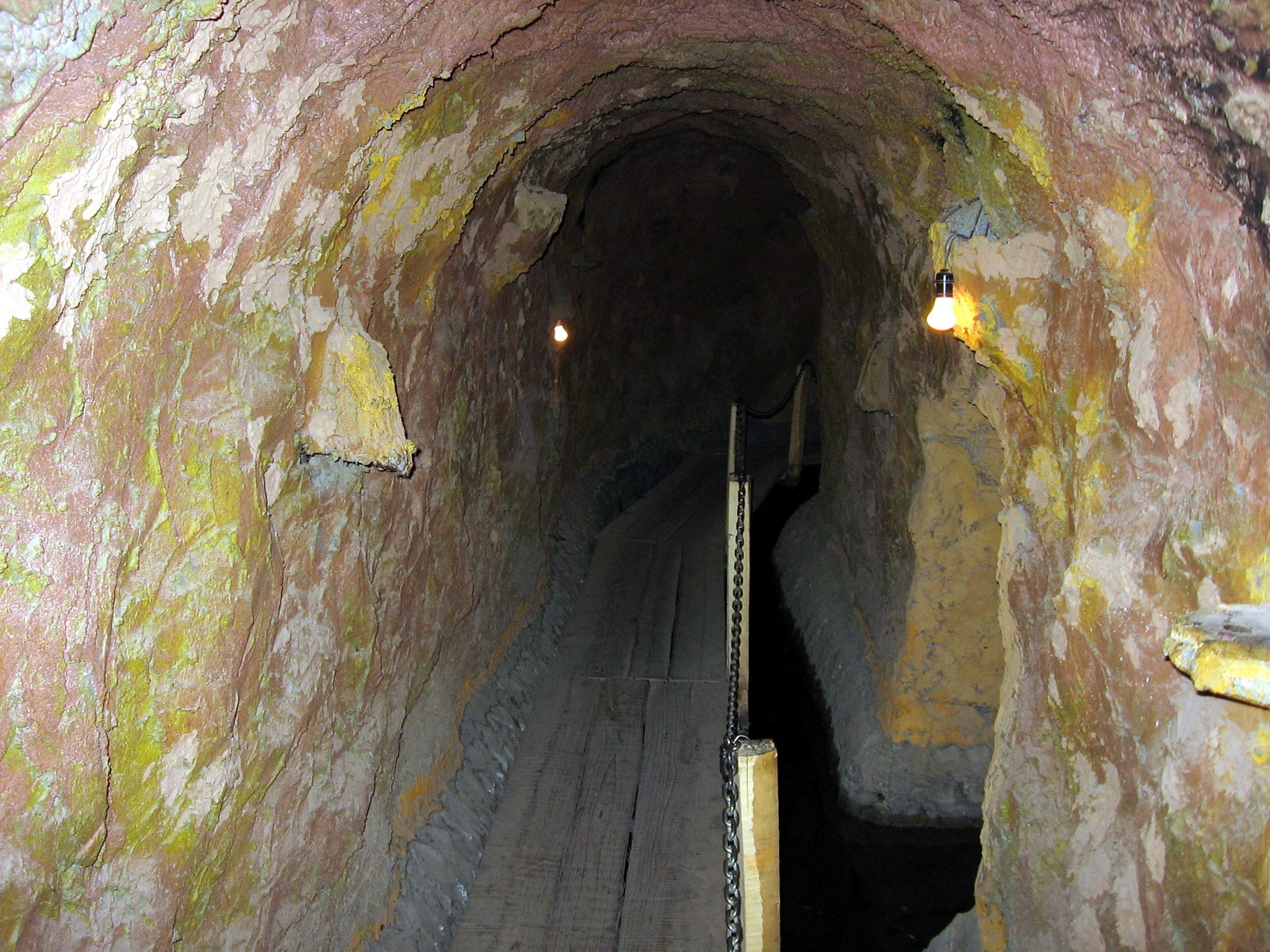
Karez u čínského města Turfan

Kanát arabsky قناة‎ nebo karez persky كاريز‎ je umělý podzemní kanál, jímž se do pouštních oblastí přivádí samospádem voda z hor. Tento dávný lidský vynález umožnil osídlení pouštních oblastí v Africe a v Asii.
Kanáty, či jak se jim říká ve Střední Asii karezy, mohou být až několik desítek kilometrů dlouhé. V horkých a suchých pouštních oblastech v minulosti často představovaly jedinou možnost, jak získat životodárnou vodu.

## Princip funkce

Schema kanátu

Kanáty využívají toho, že se v horách díky mělkému nepropustnému podloží nachází hladina podzemní vody výše, než oblasti s plošším terénem a přívětivějším klimatem v podhůří. Základem kanátu je vodorovná štola. Ta se ve své horní části nachází ve zvodni a jímá její vodu a dále po proudu pak vede tuto vodu samospádem k ústí kanátu. Štola se buduje ve velmi malém sklonu (1:1500–1:1000), aby voda proudila velmi malou rychlostí a nerozrušovala tak ostění kanátu. Jímací část se často umisťuje do náplavových kuželů, kde je zároveň mocná vrstva propustných sedimentů a vysoká hladina podzemní vody.

## Výstavba
Nejprve se na úpatí hor vykope na proutkařem předem označeném místě patřičně hluboká studna. Poté se určí místo, kde má voda z kanátu vytékat ven, a zde se vyhloubí jímka. Nyní se vzdálenost mezi studnou a jímkou rozdělí na asi 20–35m úseky a na vyznačených místech se vykopou svislé šachty. Jejich hloubka závisí na sklonu terénu. Když jsou všechny šachty vyhloubeny, nastupují takzvaní muqanniové, jejichž úkolem je prorazit štolu mezi jednotlivými studněmi. Bývá obvykle asi 1,2 m vysoká a vyztužena ostěním kvůli jejímu vedení v nesoudržných zeminách nebo silně zvětralých horninách.

## Další vlastnosti kanátů
Kanáty nevyžadují k samotnému přivádění vody energii, ale jsou náročné na údržbu. To na mnoha místech vedlo k jejich nahrazení vodou čerpanou ze studen přímo v místě. To zpětně ovlivňuje kanáty, protože čerpání snižuje hladinu v jejich zdrojových zvodních a kanáty pak vysychají. Tento osud postihl mnoho kanátů v Sýrii. Pokud se voda ze zvodně pod kanátem neodebírá, poskytuje kanát vyrovnaný průtok po celý rok.
Díky systému studní kanátem neustále proudí vzduch, který je chlazen vodou i okolní zemí. To se využívá k chlazení obydlí poblíž kanátu a dříve k chlazení lednic, které udržely v zimě nasbíraný led zmrzlý i během horkých období roku. Zásobování vodou z kanátů výrazně ovlivnilo vzorce osídlení. Bohatší a vlivnější obyvatelé osad se usazovali směrem proti proudu kanátu, kde je voda čistší, chladnější a nehrozí její nedostatek.

## Světové dědictví UNESCO
V roce 2016 bylo několik kanátů v Íránu zapsáno na seznam světového kulturního dědictví UNESCO jakožto výjimečná technická památka na kulturní tradice a minulé civilizace v pouštní oblasti. Jedná se celkem o 11 staveb (Baladeh, Qasabeh Gonabad, Zarch, Hasam Abad-e Moshir, Ebrahim Abad, Vazvan, Mozd Abad, Měsíční kanát, Gowhariz, Ghasem a Akbar Abad).

## Různé názvy
V Íránu se používá perský výraz pro kanát qanat, který se v paštunštině vyslovuje jako karez. V Afghánistánu a v Pákistánu, ale i v Číně se tedy používá tento výraz. V Jordánsku a v Sýrii je to qanat romani, v Maroku khettara, ve Španělsku galeria, v Arabských emirátech a v Ománu falaj a v severní Africe foggara/fughara.

## Fotogalerie

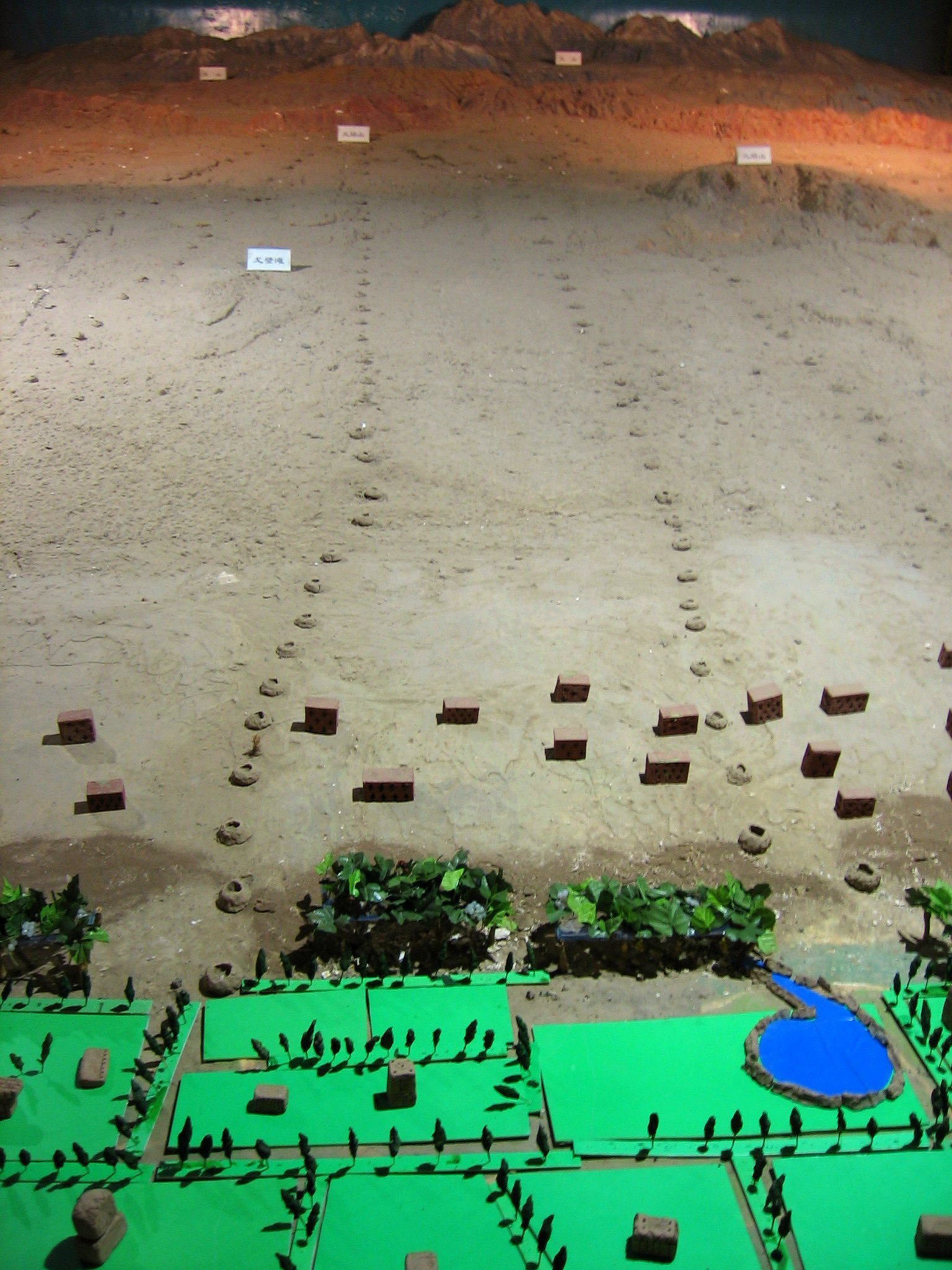
Maketa systému kanátů v čínském Turfanu
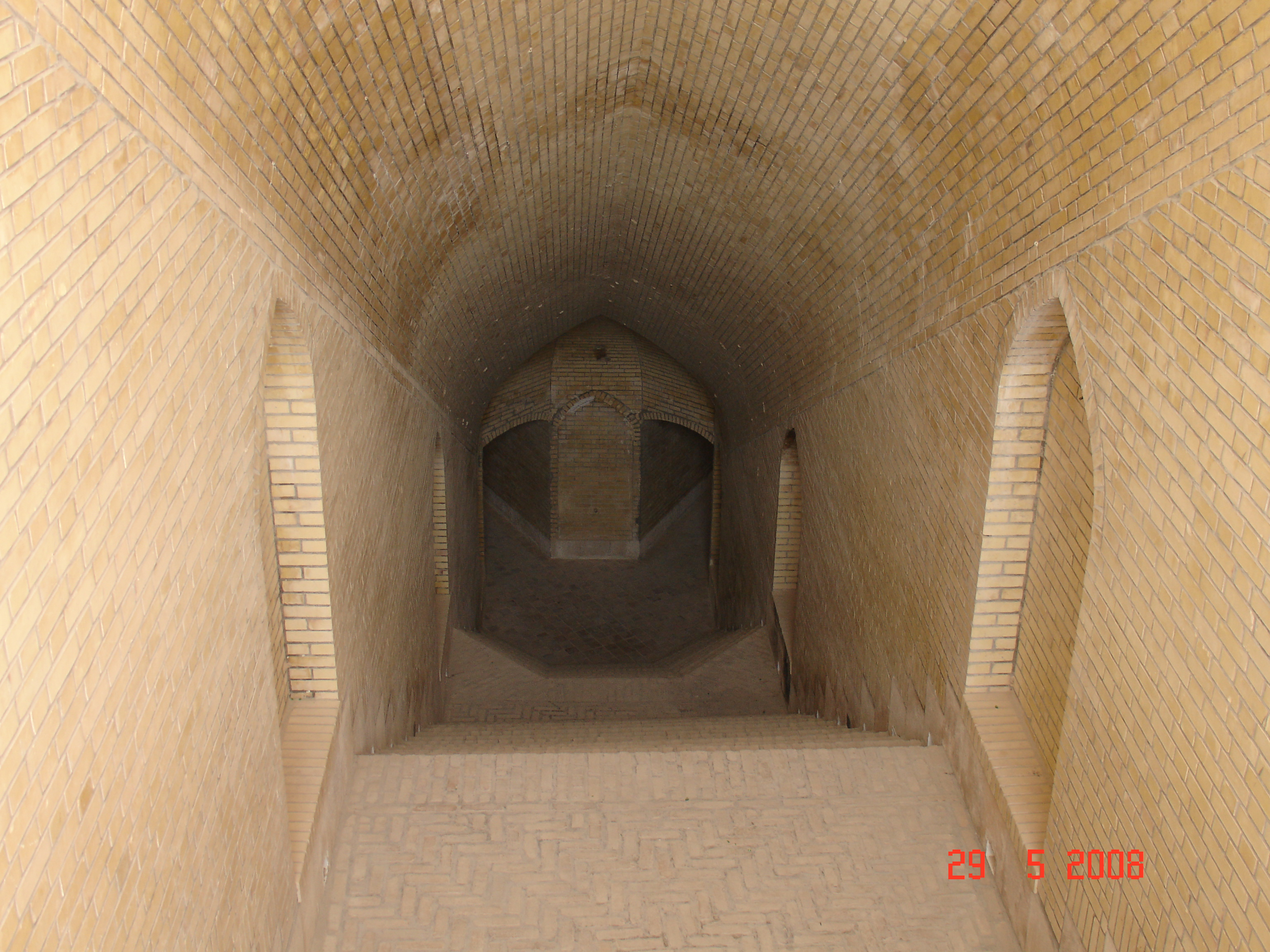
Vchod do kanátu na íránském ostrově Kiš
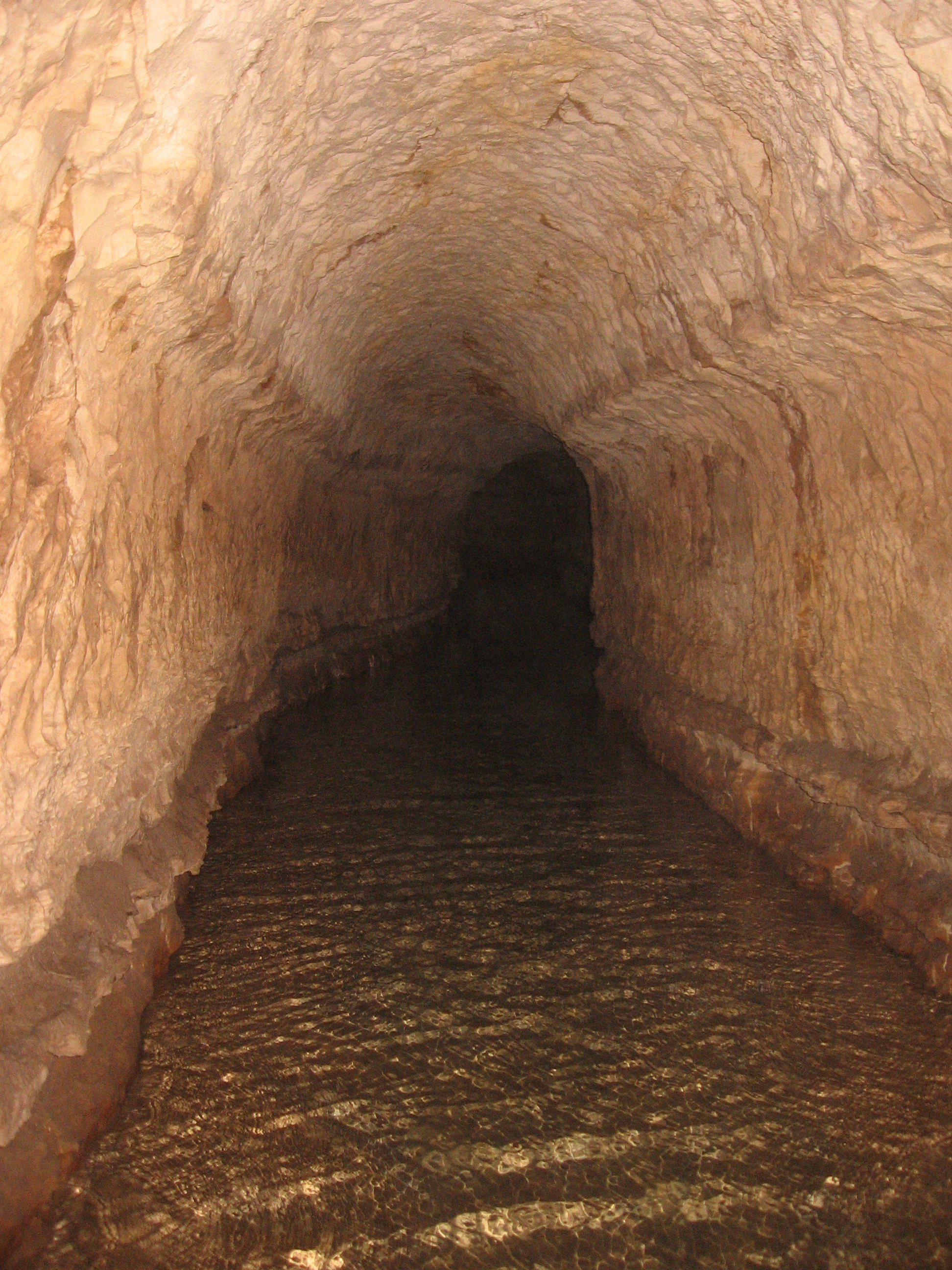
Část římského akvaduktu v Gadaře (Jordánsko)
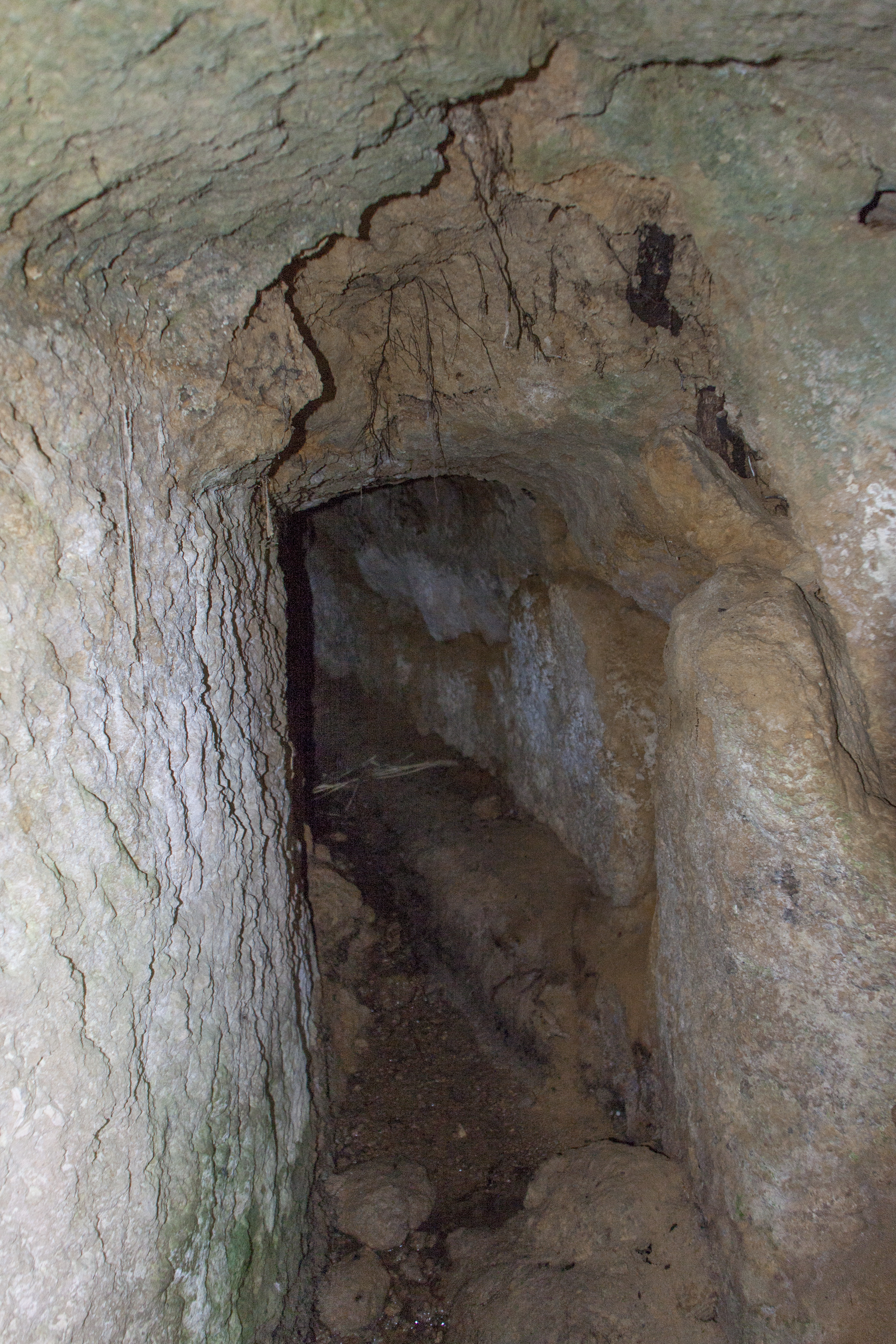
Kanát v lokalitě Canalotto v centrální Sicílii